# You're Not Alone (låt av Joe & Jake)
You're Not Alone är en låt framförd av musikgruppen Joe & Jake. 
Låten är Storbritanniens bidrag till Eurovision Song Contest 2016 i Stockholm. Den tävlade i finalen i Globen den 14 maj  och slutade på en 24:e plats av 26 finalbidrag.

## Komposition och utgivning
Låten är skriven av Matt Schwartz, Justin J. Benson och Siva Kaneswaran, samt producerad av Schwartz.
Singeln släpptes för digital nedladdning den 11 mars 2016 utgiven av Sony Music Entertainment UK. En officiell musikvideo till låten släpptes den 14 mars 2016.